# ティトン郡 (モンタナ州)
ティトン郡（英: Teton County）は、アメリカ合衆国モンタナ州の北西部に位置する郡である。2010年国勢調査での人口は6,073人であり、2000年の6,445人から5.8％減少した。郡庁所在地はショトー市（人口1,684人）であり、同郡で人口最大の自治体でもある。

## 地理
アメリカ合衆国国勢調査局に拠れば、郡域全面積は2,293平方マイル (5,940 km2)であり、このうち陸地は2,273平方マイル (5,890 km2)、水域は20平方マイル (52 km2)で水域率は0.87％である。

### 隣接する郡
- ポンデラ郡 - 北
- シュートー郡 - 東
- カスケード郡 - 南
- ルイスアンドクラーク郡 - 南
- フラットヘッド郡 - 西

### 国立保護地域
- ルイスアンドクラーク国立の森（部分）
- ロッキー山脈フロント保存地域（部分）

## 人口動態

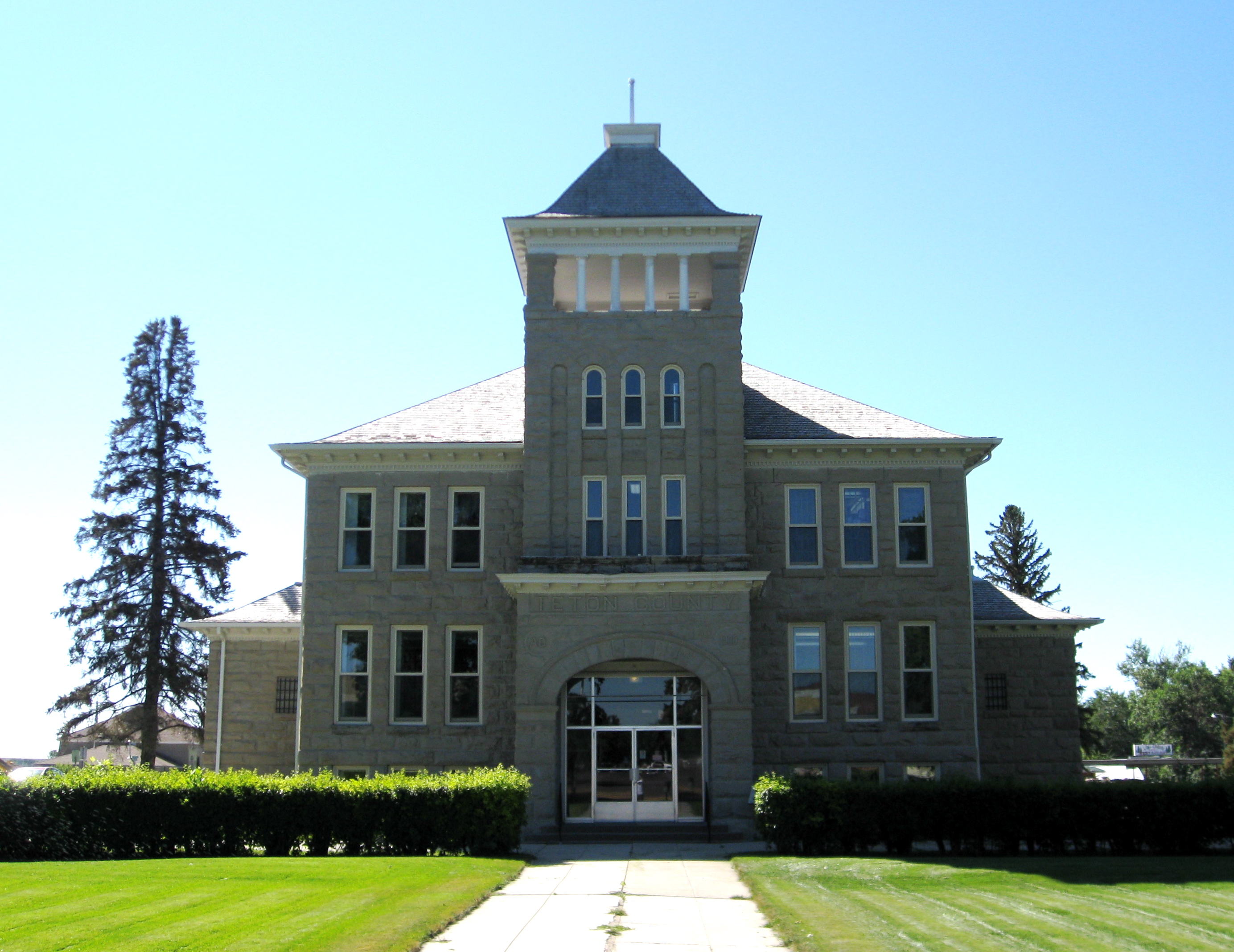
ショトーにあるティトン郡庁舎

以下は2000年の国勢調査による人口統計データである。
| 基礎データ - 人口: 6,445人 - 世帯数: 2,538 世帯 - 家族数: 1,761 家族 - 人口密度: 1人/km2（3人/mi2） - 住居数: 2,910軒 - 住居密度: 0軒/km2（1軒/mi2） 人種別人口構成 - 白人: 96.31% - アフリカン・アメリカン: 0.19% - ネイティブ・アメリカン: 1.52% - アジア人: 0.09% - その他の人種: 0.42% - 混血: 1.47% - ヒスパニック・ラテン系: 1.13% 先祖による構成 - ドイツ系：26.0％ - ノルウェー系：14.2％ - イギリス系：9.9％ - アメリカ人：8.9％ - アイルランド系：8.8％ 言語による構成 - 英語：92.7％ - ドイツ語：6.1％ | 年齢別人口構成 - 18歳未満: 27.3% - 18-24歳: 6.1% - 25-44歳: 24.6% - 45-64歳: 25.4% - 65歳以上: 16.6% - 年齢の中央値: 40歳 - 性比（女性100人あたり男性の人口） - 総人口: 97.0 - 18歳以上: 96.0 世帯と家族（対世帯数） - 18歳未満の子供がいる: 31.6% - 結婚・同居している夫婦: 61.1% - 未婚・離婚・死別女性が世帯主: 5.9% - 非家族世帯: 30.6% - 単身世帯: 27.3% - 65歳以上の老人1人暮らし: 13.9% - 平均構成人数 - 世帯: 2.51人 - 家族: 3.09人 収入と家計 - 収入の中央値 - 世帯: 30,197米ドル - 家族: 36,662米ドル - 性別 - 男性: 25,794米ドル - 女性: 18,389米ドル - 人口1人あたり収入: 14,635米ドル - 貧困線以下 - 対人口: 16.6% - 対家族数: 12.2% - 18歳未満: 25.6% - 65歳以上: 8.4% |

## 都市と町

### 都市
- ショトー - 郡庁所在地

### 町
- ダットン
- フェアフィールド

### 国勢調査指定地域
- パワー

### その他の町
- バイナム
- ペンドロイ

## 著名な住人
- ジョン・E・エリクソン、モンタナ州知事、1897年から1905年にはティトン郡検察官を務めた